# 크래커잭 (2002년 영화)
《크래커잭》(Crackerjack)은 오스트레일리아에서 제작된 폴 몰로니 감독의 2002년 코미디 영화이다. 빌 헌터 등이 주연으로 출연하였다.

## 출연

### 주연
- 빌 헌터
- 프랭크 윌슨
- 존 클라크
- 로이스 램지
- 새뮤얼 존슨
- 클리프 엘런

## 같이 보기
- 오스트레일리아 영화